# Округ Стоун (Мисури)
Округ Стоун (енгл. Stone County) је округ у америчкој савезној држави Мисури.

## Демографија
По попису из 2010. године број становника је 32.202, што је 3.544 (12,4%) становника више него 2000. године.
| Група             | 2000.          | 2010.          |
| Белци             | 27.797 (97,0%) | 30.938 (96,1%) |
| Афроамериканци    | 21 (0,1%)      | 53 (0,2%)      |
| Азијати           | 52 (0,2%)      | 96 (0,3%)      |
| Хиспаноамериканци | 298 (1,0%)     | 553 (1,7%)     |
| Укупно            | 28.658         | 32.202         |